# Brendan Perry
Brendan Michael Perry /ˈbɹændən ˈpɛɹi/ est un chanteur, compositeur, percussionniste et multi-instrumentiste britannique né le 30 juin 1959 à Whitechapel et membre du groupe Dead Can Dance avec Lisa Gerrard de 1981 à aujourd'hui.

## Biographie
Brendan Michael Perry est né dans le quartier de Whitechapel, à Londres, le 30 juin 1959, d'un père anglais et d'une mère irlandaise. Il grandit dans la banlieue est de Londres jusqu'à ce que la famille tout entière émigre à Auckland, en Nouvelle-Zélande, en 1973. C'est vers ce moment que commence son éducation musicale, Brendan Perry ayant débuté la guitare acoustique à 14 ans.
Vers l'âge de 17 ans, après quelques auditions infructueuses qui le démotivent temporairement, il rejoint le groupe punk The Scavengers en tant que bassiste. Le climat qui entoure la mouvance punk à Auckland est tel que le groupe part s'installer à Melbourne, en Australie, en 1978. À l'occasion de ce nouveau départ, le groupe se rebaptise The Marching Girls et prend une orientation musicale plus pop. Cette évolution déplaît à Brendan Perry, qui quitte le groupe en 1980 pour poursuivre ses propres objectifs musicaux.
Brendan Perry s'initie alors aux percussions et explore de nouvelles sonorités sur des guitares et synthétiseurs, tout en cherchant à créer des musiques aux ambiances plus marquées, dans le genre de groupes tels que Joy Division.

### Dead Can Dance
Fin 1981, il forme Dead Can Dance avec Simon Monroe (ex-Marching Girls) à la batterie et Paul Erikson à la basse. Lisa Gerrard rejoint le groupe peu de temps après. Simon Monroe quitte le groupe lorsque Dead Can Dance part s'installer à Londres.
Le groupe se réduit ensuite à Lisa et Brendan, qui constitue également un couple à la ville pendant les premières années de la carrière du duo. Le groupe se sépare en 1998 puis se reforme en 2005 et demeure actif aujourd'hui.

### Carrière solo
En 1999, Brendan Perry publie son premier album, Eye of the Hunter.
Un second album, Ark est sorti en juin 2010. Entre-temps, quelques chansons inédites de Brendan Perry ont été présentées lors de la tournée 2005 de Dead Can Dance, reformé pour l'occasion.
Brendan Perry a créé en 2008 un blog sur Myspace où il donne des nouvelles de ses compositions en cours. Une démo d'un nouveau morceau, intitulée Utopia, est diffusée sur ce blog. La chanson fera partie du nouvel album et comprendra plus de boîtes à rythmes et de guitares électriques que l'album Eye of the Hunter.
Brendan Perry a vécu jusqu'en 2016 près de Cavan (région d'origine de sa mère irlandaise), en Irlande, et a restauré une chapelle (Quivvy Church), qu'il a reconvertie en studio d'enregistrement et en école de percussions. Il semble surtout intéressé par les percussions sud-américaines et afro-cubaines, qui avaient fortement influencé la couleur musicale de l'album de Dead Can Dance Spiritchaser, sorti en 1996. Vers 2016, il s'installe en Bretagne, avec sa compagne française.
En 2016, Brendan Perry participe avec 30 membres du Bagad de Cesson-Sévigné à la nouvelle création du compositeur Olivier Mellano pour son nouveau projet No Land, au croisement des musiques actuelles et de la musique nouvelle. Fin 2018, Brendan Perry retrouve Olivier Mellano au sein de Baum pour interpréter Crépuscule, une des mélodies de Gabriel Fauré sur l'album Ici-Bas.
En 2019, il travaille sur un nouvel album qu'il projette de sortir en 2020.
Le 20 novembre 2020 sort Songs of Disenchantment - Music from the Greek Underground, un album de reprises de chansons grecques des années trente.

## Discographie

### Albums solos
- Eye of the Hunter (1999)
- Ark (2010)
- Songs of Disenchantment - Music from the Greek Underground (2020)

### Participations
- Olivier Mellano : No Land (2016)